# Trofim Lysenko
Trofim Děnisovič Lysenko (ukrajinsky Трохим Денисович Лисенко, rusky Трофи́м Дени́сович Лысе́нко; 17. záříjul./ 29. září 1898greg. Karlovka, Poltavská gubernie, Ruské impérium, dnes Ukrajina – 20. listopadu 1976, Moskva, Rusko) byl ukrajinský agronom, který v období stalinismu mocenskými metodami zcela ovládl sovětskou biologii.
Byl silným zastáncem lamarckismu a odmítl mendelovskou genetiku ve prospěch svých vlastních idiosynkratických, pseudovědeckých myšlenek později nazvaných lysenkismus.

## Život

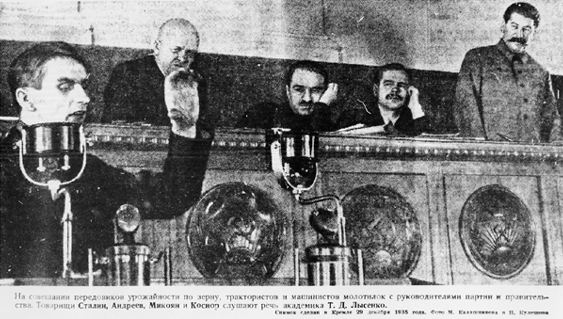
Lysenko řeční, naslouchají Kosior, Mikojan, Andrejev a Stalin

Lysenko získal řadu vědeckých hodností, mj. akademika AV SSSR a Leninovy akademie, titul hrdiny socialistické práce a Leninův i Stalinův řád. Lysenko odmítl mendelovskou genetiku a místo toho vycházel z nekriticky aplikované Mičurinovy teorie hybridizace a Lamarckovy teorie o dědičnosti získaných vlastností. Nadřazením ideologie a politické moci nad vědu vzniklo učení nazývané lysenkismus. Velká část Lysenkových experimentů je dnes považována buď za diletantské pokusy nesplňující požadavky na vědeckou práci, nebo přímo za vědomé podvody.
Lysenko pro svůj neortodoxní výzkum získal podporu sovětského vůdce Stalina. Lysenko sliboval významné zvýšení zemědělských výnosů, které bylo pro Sovětský svaz velmi žádoucí – zejména po hladomorech a ztrátě produktivity v důsledku násilné kolektivizace na počátku 30. let. V roce 1940 se Lysenko stal ředitelem Ústavu genetiky v rámci Akademie věd SSSR a díky získanému politickému vlivu jeho doktrína zcela opanovala sovětskou vědu a školství. Lysenkismus byl ve svém zenitu v roce 1948, kdy Lysenko dosáhl umlčení vědeckých oponentů. Ti ztratili funkce nebo zaměstnání a mnozí byli vězněni.
Lysenkův vliv na sovětskou zemědělskou praxi zeslábl v 50. letech. Když se nepodařilo dosáhnout slibovaných vysokých výnosů, Sovětský svaz v tichosti opustil Lysenkovu zemědělskou praxi ve prospěch moderních zemědělských postupů. Lysenkovo učení bylo v Sovětském svazu oficiálně zavrženo v roce 1964 a následujícího roku byl Lysenko odvolán z funkce ředitele Ústavu genetiky.

## Ocenění v Československu
T. D. Lysenko měl stoupence a obdivovatele i v Československu. V roce 1949 mu Vysoká škola zemědělská v Brně udělila čestný doktorát „za vynikající vědeckou činnost v oboru zemědělských věd". Byl také zvolen čestným členem Československé akademie zemědělské, diplom mu byl předán v Moskvě dne 14. května 1949. Československá akademie zemědělská na počátku padesátých let zanikla a v roce 1952 byla zákonem zřízena Československá akademie zemědělských věd. Na jejím XIV. valném shromáždění byl dne 4. 6. 1959 T. D. Lysenko zvolen čestným členem této akademie. V dubnu 1960 navštívil Československo, zúčastnil se XVI. valného shromáždění Čs. akademie zemědělských věd a při té příležitosti osobně převzal diplom čestného člena.

## Zajímavosti
Lysenko přišel s návrhem zasypávat ovocné stromy sněhem, aby bylo dosaženo jarovizace jabloní a hrušní.
Příklad škodlivosti lysenkismu pochází i z českého výzkumu – chybná interpretace v duchu lysenkovských pseudo-koncepcí zpozdila rozeznání objevu získané imunologické tolerance ve výsledcích Milana Haška.